# Millie's Cookies
Pour les articles homonymes, voir Millie.
 (septembre 2024).
Si vous disposez d'ouvrages ou d'articles de référence ou si vous connaissez des sites web de qualité traitant du thème abordé ici, merci de compléter l'article en donnant les références utiles à sa vérifiabilité et en les liant à la section « Notes et références ».
Millie's Cookies est une chaîne de pâtisserie britannique élaborant, comme le nom l'indique, des cookies, mais aussi des muffins, et proposant des boissons chaudes ou rafraîchissements. Elle existe depuis 1985.

## En France
Fin 2011, une majorité des Millie's Cookies apparaissent encore comme une boutique souterraine dans les grandes stations du métro parisien, comme Opéra, République ou Gare de Lyon. Toutefois, la Gare de Lyon possède deux enseignes : un souterrain qui est un café partagé avec une enseigne Bonne Journée, et un point de vente à emporter sur le quai des grandes lignes. Il est aussi présent à la gare de Saint-Quentin-en-Yvelines (Yvelines) sur le même principe qu'à la Gare de Lyon.
En dehors de l'Île-de-France, on peut trouver une enseigne à l'aéroport Lyon-Saint-Exupéry.

## Ailleurs
Millie's Cookies est également implantée à Malte.

## Produits
Les pâtisseries produites par Millie's ont divers goûts : on y retrouve les cookies et muffins traditionnels aux pépites de chocolat, ainsi que des cookies aux éclats de framboises et de chocolat blanc, ou bien d'autres goûts moins courants tels que banane-café, caramel, ou encore raisin et flocons d'avoine. Il est possible d'en acheter avec une formule proposant des cafés ou chocolats chauds, avec de la crème fouettée ou parfois des morceaux de marshmallow.
Selon la quantité achetée, les cookies sont donnés au client soit dans un sachet en papier, ou dans des boîtes en carton. Millie's propose aussi à leurs clients des boîtes de cookie traditionnelles  en fer.
Au Royaume-Uni, Millie's Cookies propose aussi des crèmes glacées maison, des smoothies ou bien des tasses ou ours en peluche à l'effigie de l'enseigne.